# Siegfriedia
Siegfriedia es un género monotípico de arbustos perteneciente a la familia Rhamnaceae. Su única especie: Siegfriedia darwinioides C.A.Gardner, es originaria de Australia Occidental.

## Descripción
Es un arbusto muy ramificado que alcanza un tamaño de  0,2-1 m de altura. Las flores de color amarillo crema/naranja, aparecen desde mayo hasta noviembre en suelos de grava arcillosa o  arenosos.

## Taxonomía
Siegfriedia darwinioides fue descrita por Charles Austin Gardner  y publicado en Journal of the Royal Society of Western Australia 19: 8576, en el año 1933.